# إيرا باستان
إيرا باستان (Ira Pastan) طبيب وباحث علمي أمريكي. ولد في وينثروب بولاية ماساتشوستس بالولايات المتحدة الأمريكية في 6 يناير 1931.